# 角錐反角柱
在幾何學中，角錐反角柱又稱為棱錐反角柱（英語：Gyroelongated pyramid），是指一系列的多面體，由一個錐體與一個反柱體底面疊在一起所形成的幾何體。
若一個角錐反角柱的底面為正多邊形則可以稱為正角錐反角柱，在正角錐反角柱中，有包含二種詹森多面體。

## 正角錐反角柱
若考慮一個正角錐反角柱，若每一個面皆為正多邊形則可以歸類為詹森多面體，但前提是每個面皆位於相異的平面上，不得出現共面的情形，如三角錐反角柱和六角錐反角柱皆有面是共面的，因此不屬於詹森多面體。
| 圖片 | 名稱                              | 面                    |
| ---- | --------------------------------- | --------------------- |
|      | 正三角錐反角柱 （Coplanar faces） | 9+1個三角形           |
|      | 正四角錐反角柱 （J10）            | 12個三角形、1個正方形 |
|      | 正五角錐反角柱 （J11）            | 15個三角形、1個五邊形 |
|      | 正六角錐反角柱 （Coplanar faces） | 18個三角形、1個六邊形 |